# Takeshi Ono
Takeshi Ono (大野 毅, Ono Takeshi, 22 november 1944) is een Japans voormalig voetballer die als verdediger speelde.

## Clubcarrière
In 1963 ging Ono naar de Waseda-universiteit, waar hij in het schoolteam voetbalde. Nadat hij in 1967 afstudeerde, ging Ono spelen voor Toyo Industries. Met deze club werd hij in 1967, 1968 en 1970 kampioen van Japan. Ono veroverde er in 1967 en 1969 de Beker van de keizer. In 10 jaar speelde hij er 145 competitiewedstrijden en scoorde 5 goals. Ono beëindigde zijn spelersloopbaan in 1976.

## Japans voetbalelftal
Takeshi Ono debuteerde in 1965 in het Japans nationaal elftal en speelde 3 interlands.

## Statistieken
| Japans voetbalelftal | Japans voetbalelftal | Japans voetbalelftal |
| Jaar                 | Wed.                 | Dlp.                 |
| -------------------- | -------------------- | -------------------- |
| 1965                 | 1                    | 0                    |
| 1966                 | 0                    | 0                    |
| 1967                 | 0                    | 0                    |
| 1968                 | 0                    | 0                    |
| 1969                 | 0                    | 0                    |
| 1970                 | 0                    | 0                    |
| 1971                 | 2                    | 0                    |
| Totaal               | 3                    | 0                    |